# Есенков, Дмитрий Дмитриевич
Дмитрий Дмитриевич Есенков — рядовой Вооружённых Сил СССР, участник войны в Афганистане, погиб при исполнении служебных обязанностей, кавалер ордена Красной Звезды (посмертно).

## Биография
Дмитрий Дмитриевич Есенков родился 14 июля 1963 года в городе Новотроицке Оренбургской области. После окончания школы учился в профессионально-техническом училище № 15, освоил специальность слесаря контрольно-измерительных приборов и автоматики, трудился на теплоэнергоцентрали в родном городе.
29 сентября 1982 года Есенков был призван на службу в Вооружённые Силы СССР Новотроицким городским военным комиссариатом Оренбургской области. В декабре того же года для дальнейшего прохождения службы он был направлен в состав ограниченного контингента советских войск в Демократическую Республику Афганистан в качестве водителя. За время своего пребывания в Афганистане Есенков совершил 53 рейса, доставляя военные грузы и живую силу. Не раз его машина подвергалась нападениям со стороны моджахедов, и он с оружием в руках отражал их атаки, два раза был ранен и контужен.
18 июля 1984 года в ходе выполнения очередного боевого задания по доставке грузов по маршруту Шинданд-Кушка колонна автомобилей, в составе которой на вверенном ему транспорте следовал и Есенков, подверглась нападению. Водитель отстреливался из автомата, пока не получил смертельное ранение. По воспоминаниям сослуживцев, в тот день он являлся замыкающим и ценой собственной жизни прикрыл остальные машины, сумевшие прорваться из зоны обстрела.
Похоронен на городском кладбище № 1 в городе Новотроицке Оренбургской области.
Указом Президиума Верховного Совета СССР рядовой Дмитрий Дмитриевич Есенков посмертно был удостоен ордена Красной Звезды. Кроме того, за многочисленные боевые заслуги он был удостоен медалей «За отвагу» и «За боевые заслуги».

## Память
- В честь Есенкова названа улица в городе Новотроицке Оренбургской области[2].
- Имя рядового Есенкова было присвоено автомашине «КамАЗ» его войсковой части, на которой он выполнял рейсы в Афганистане[2].